# جائزة ألمانيا الكبرى 1980
جائزة ألمانيا الكبرى 1980 هو سباق فورمولا 1 أقيم بتاريخ 10 أغسطس 1980 في حلبة هوكنهايم، ألمانيا الغربية. كان التاسع من أصل 14 في بطولة العالم لسباقات الفورمولا واحد موسم 1980. حلّ الفرنسي جاك لافيت أولا بينما جاء الأرجنتيني كارلوس ريوتيمان في المركز الثاني وحصل على المركز الثالث الأسترالي آلان جونز.